# Giuseppe da Leonessa
Giuseppe da Leonessa, al secolo Eufranio Desideri (Leonessa, 8 gennaio 1556 – Amatrice, 4 febbraio 1612), è stato un francescano italiano appartenuto all'Ordine dei frati minori cappuccini. È stato proclamato santo da papa Benedetto XIV nel 1746.

## Biografia
Figlio del mercante di lana Giovanni Desideri e di Francesca Paolini, entrò nell'ordine dei francescani cappuccini ad Assisi il 3 gennaio del 1572 e il 24 settembre 1580 venne ordinato sacerdote ad Amelia: nel 1587 ottenne da papa Sisto V il permesso di recarsi a Costantinopoli per assistere i cristiani fatti prigionieri. Per aver svolto opera di evangelizzazione tra i turchi (cercò anche di convertire il sultano Murad III) fu arrestato e torturato: per tre giorni fu appeso ad una grossa trave con dei ganci in ferro, inseriti in mani e piedi. Venne anche acceso, sotto di lui, un fuoco per tormentarlo ulteriormente. Miracolosamente sopravvisse e il sultano, meravigliato, lo fece liberare.
Valente predicatore, ritornato in Italia svolse intenso apostolato fra il popolo in numerosi villaggi dell'Abruzzo e dell'Umbria (tra cui Otricoli dove predicò nella Quaresima del 1601 e 1609 operando alcuni miracoli), promuovendo anche numerose opere di assistenza.
Ammalato di tumore e fortemente debilitato, fu anche operato dai suoi confratelli che tentarono di salvargli la vita. La morte lo colse nel 1612 ad Amatrice, dove fu inizialmente seppellito. All'indomani del terremoto del 1639, i leonessani trafugarono le spoglie e le riportarono nella città natale Leonessa, dove sono tuttora conservate all'interno del santuario a lui dedicato.

## Il culto
Papa Clemente XII lo beatificò il 22 giugno 1737 e venne canonizzato il 29 giugno 1746 da papa Benedetto XIV.
È stato proclamato patrono delle missioni in Turchia il 12 gennaio 1952 da papa Pio XII.
Il Martirologio Romano fissa per la memoria di san Giuseppe da Leonessa la data del 4 febbraio.

### Il miracolo per la canonizzazione
Ai fini della canonizzazione la Chiesa cattolica ritiene necessario un secondo miracolo, dopo quello richiesto per la beatificazione: nel caso del beato Giuseppe da Leonessa, ha ritenuto miracolosi due casi, uno dei quali, avvenuto nel 1739, riguarda Giuseppe Dionisi.
Nel luglio del 1737, a Leonessa, la signora Clara Cricchi Dionisi diede alla luce il quarto figlio, cui fu dato il nome Giuseppe.
Fu subito chiaro però che il bambino, nella metà inferiore del corpo, non aveva ossa: il fatto fu appurato dal chirurgo Ercolano Ercolani e, sette mesi dopo, dal figlio di questi, Giacinto, pure chirurgo, che "torse le membra, le attorcigliò, le piegò e le appallottolò come un fazzoletto", riconoscendo l'inesistenza di un qualunque rimedio medico.
La madre cominciò allora a pregare il beato Giuseppe senza però ottenere risultati, finché la Domenica di Pasqua del 1739, spinta dalla disperazione, lasciò il bambino sull'altare della chiesa di Leonessa, dove era custodito il corpo del beato. Richiamata dal pianto del piccolo e tornata sui suoi passi, si accorse che il figlio "poggiava i piedi sui gradini dell'altare e si teneva eretto da solo". L'improvvisa guarigione fu constatata anche dal citato dottor Giacinto Ercolani che, insieme ad altri testimoni, depose al processo di canonizzazione, tenutosi nel 1743, attestando che il bambino presentava, dopo la guarigione, una struttura ossea normale, prima del tutto inesistente nella parte inferiore del corpo.